# 916 Америка
916 Америка (енгл. 916 America) је астероид главног астероидног појаса са пречником од приближно 33,23 .
Афел астероида је на удаљености од 2,923 астрономских јединица (АЈ) од Сунца, а перихел на 1,805 АЈ. 
Ексцентрицитет орбите износи 0,236, инклинација (нагиб) орбите у односу на раван еклиптике 11,098 степени, а орбитални период износи 1328,245 дана (3,636 године). 
Апсолутна магнитуда астероида је 11,20 а геометријски албедо 0,053.
Астероид је откривен 7. августа 1915. године.